# Nummerupplysning
Nummerupplysning är en vanligen avgiftsbelagd söktjänst som förmedlar information om personers och företags nummer till fasta och mobila telefoner samt adresser på Internet. Många företag tillhandahåller även uppgifter om adresser, e-postadresser, vägbeskrivningar, öppettider, med mera. 

## Sverige
År 1999 avreglerades marknaden och Post- och telestyrelsen införde den EU-harmoniserade nummerserien 118XXX för nummerupplysningstjänster.
Den största svenska nummerupplysningstjänsten är 118 118 som från början var Televerkets nummerupplysning 07975 eller tidigare 90 140 (lokala nummer), 90 160, (övriga landet) eller 90 170 (namnupplysning, det vill säga uppgift om vem som har visst nummer). Verksamheten bolagiserades och köptes så småningom av katalogföretaget Eniro AB år 2003.
Under perioden 2009–2014 fanns många nummerupplysningstjänster i Sverige. Däribland 118 100, 118 800 och 118 700. Det finns även moderna alternativ i form av appar, såsom svenska Truecaller.